# Gadkije lebedi
Gadkije lebedi (russisk: Гадкие лебеди) er en russisk spillefilm fra 2006 af Konstantin Lopusjanskij.

## Medvirkende
- Grigorij Gladij som Viktor Banev
- Leonid Mozgovoj som Ajzek Golemba
- Aleksej Kortnev som Pavel Sumak
- Rimma Sarkisjan som Ira Nameva
- Laura Pitskhelauri som Diana